# Lebiez
Lebiez (flämisch: Sint-Vaast) ist eine französische Gemeinde im Département Pas-de-Calais in der Region Hauts-de-France. Sie gehört zum Kanton Fruges im Arrondissement Montreuil.

## Lage
Die Gemeinde Lebiez liegt im Artois am Flüsschen Créquoise, 14 Kilometer östlich von Montreuil-sur-Mer. Nachbargemeinden von Lebiez sind Embry im Norden, Royon im Osten, Fressin und Wambercourt im Südosten, Cavron-Saint-Martin im Süden, Offin im Südwesten sowie Hesmond im Westen.

## Bevölkerungsentwicklung
| Jahr                       | 1962 | 1968 | 1975 | 1982 | 1990 | 1999 | 2006 | 2015 | 2022 |
| -------------------------- | ---- | ---- | ---- | ---- | ---- | ---- | ---- | ---- | ---- |
| Einwohner                  | 303  | 267  | 240  | 245  | 243  | 208  | 234  | 247  | 232  |
| Quellen: Cassini und INSEE |      |      |      |      |      |      |      |      |      |

## Sehenswürdigkeiten

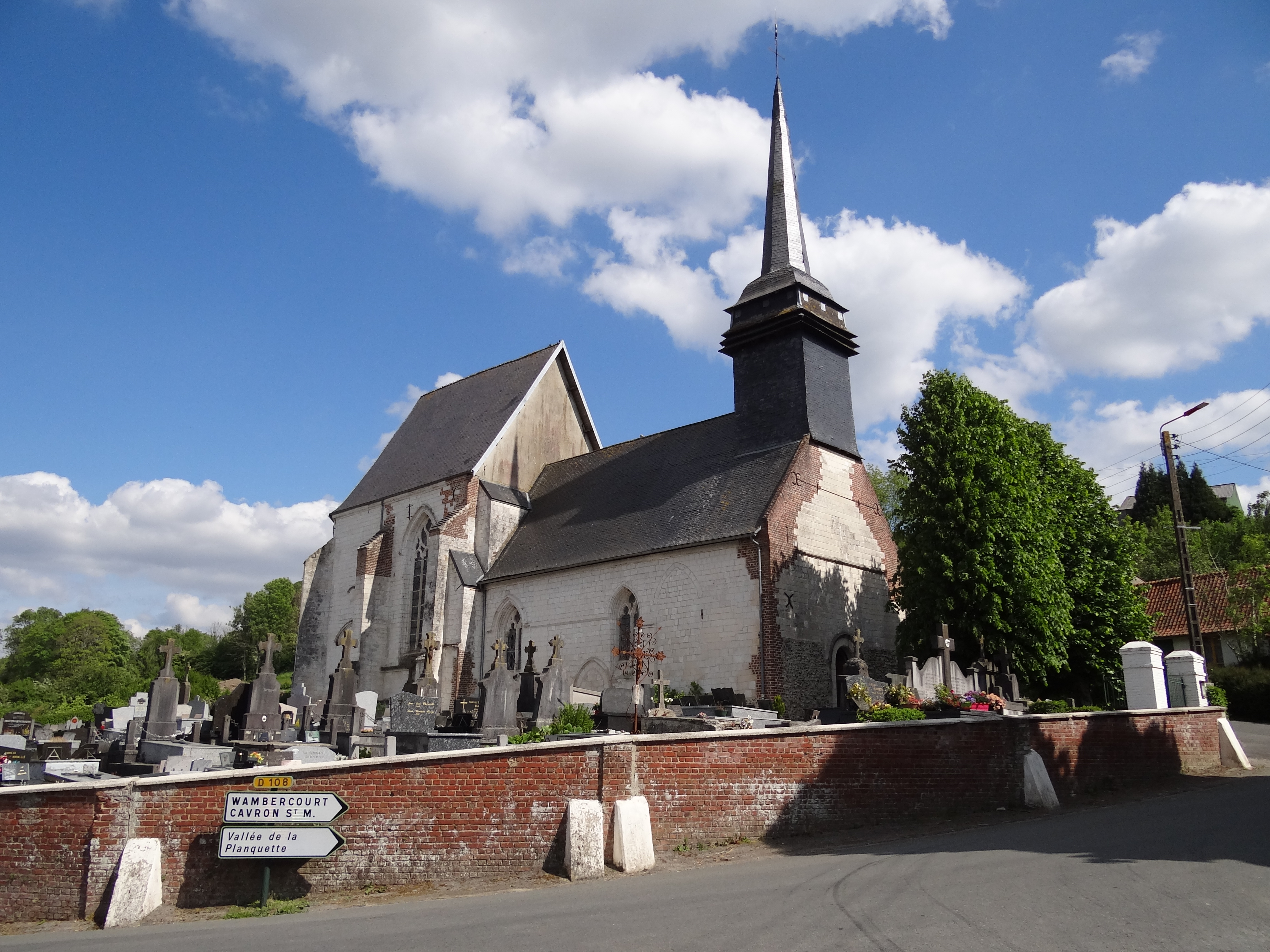
Kirche Saint-Vaast
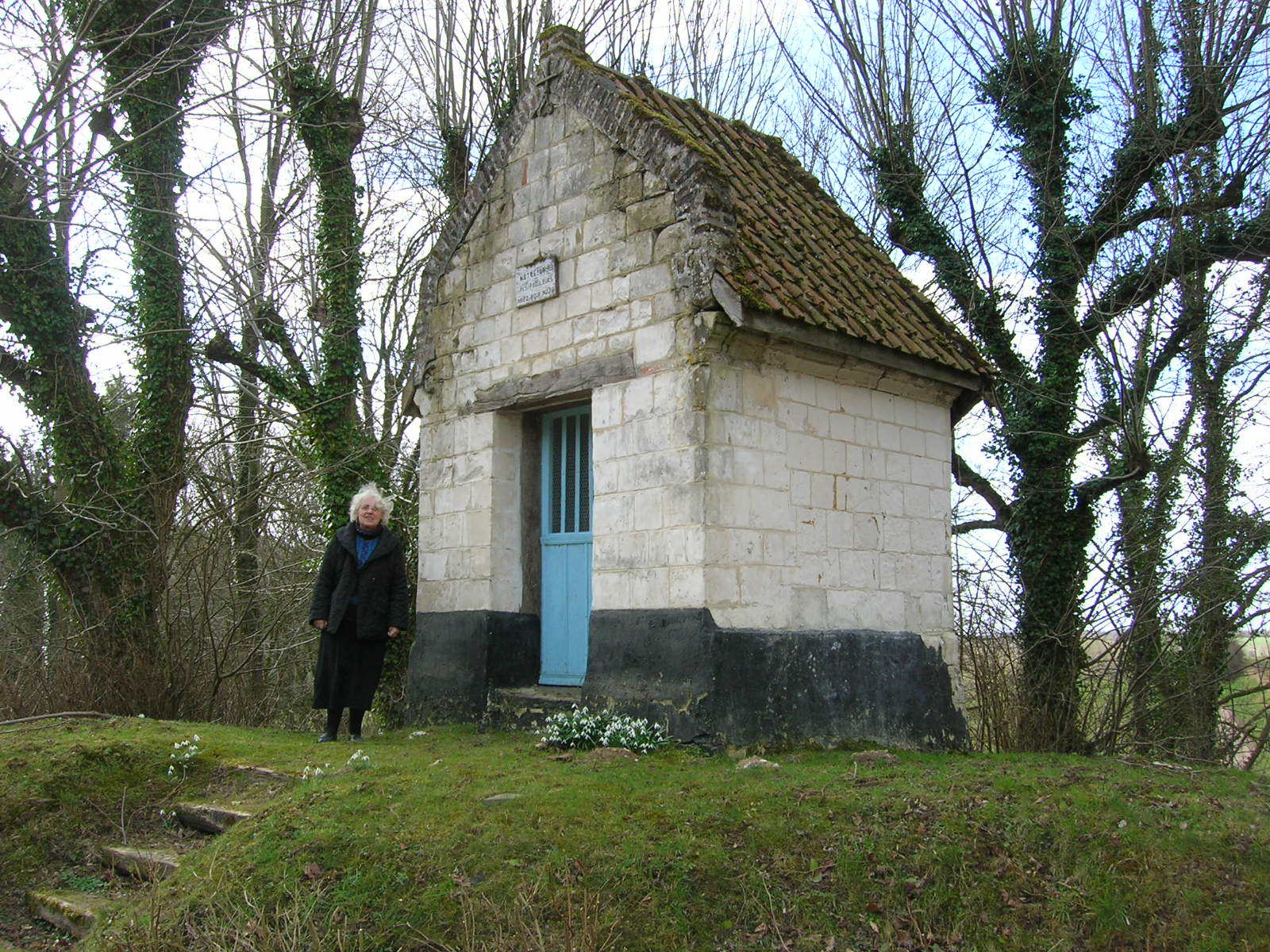
Kapelle Saint-Hubert
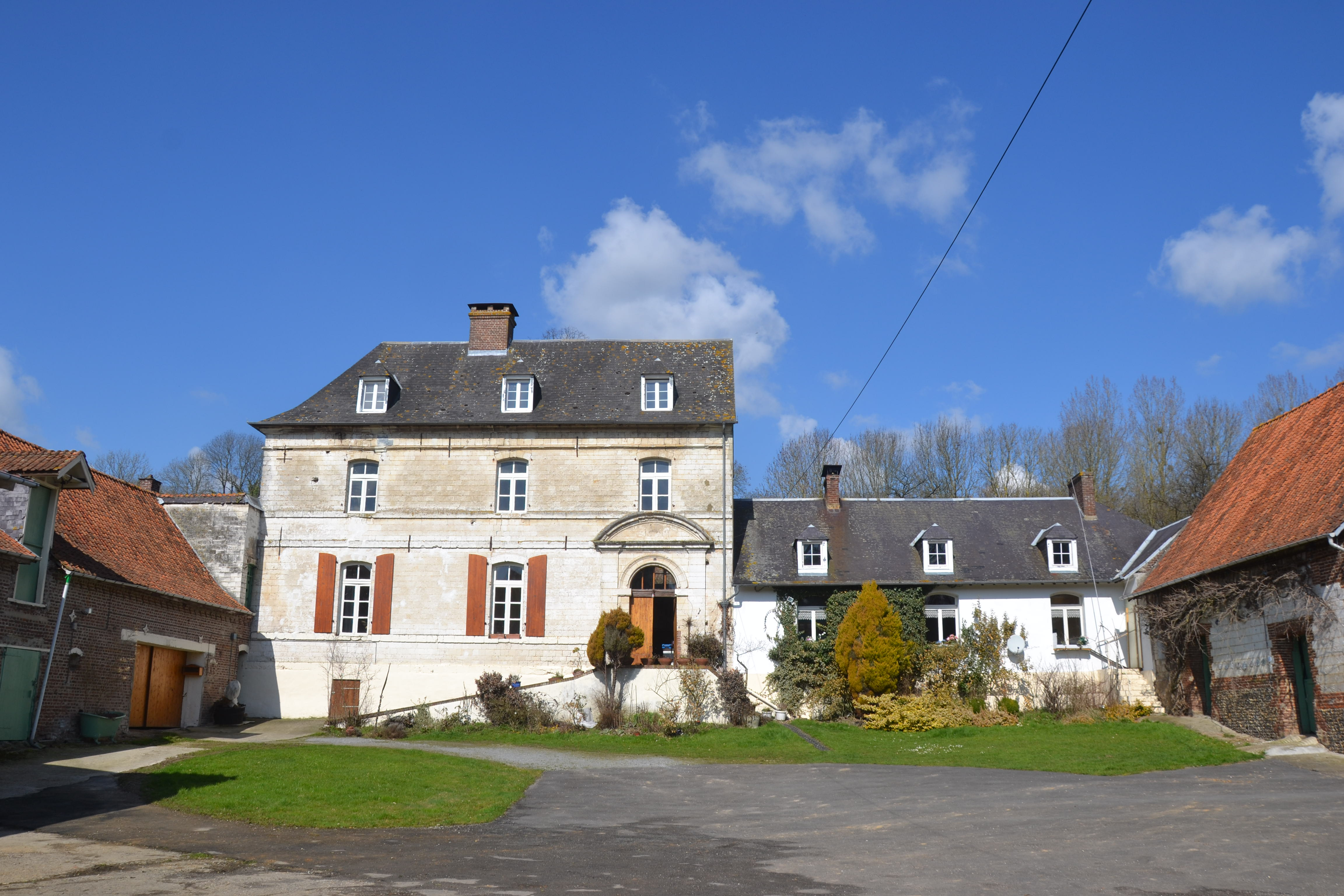
Herrenhaus Lebiez

- Kirche Saint-Vaast
- Kapelle Notre-Dame-des-douleurs
- Herrenhaus

## Belege
1. ↑  De Nederlanden in Frankrijk, Jozef van Overstraeten, 1969